# Огилби, Уильям
Уильям Огилби (англ. William Ogilby; 1808—1873) — ирландский барристер и натуралист.

## Биография
После окончания Тринити-колледжа в Дублине Огилби работал барристером в Лондоне с 1832 по 1846 годы. В 1839 году он стал секретарём Зоологического общества Лондона. В 1846 году он оставил пост и стал земельным управляющим в графстве Тирон в Северной Ирландии. Во время Великого голода в Ирландии он начал сооружение замка Altnachree, строительство которого закончилось в 1860-е годы.
В своём журнале «Magazine of Natural History» он описал многочисленные таксоны млекопитающих, экземпляры которых присылали ему из Европы, а также из африканских, азиатских и австралийских колоний. Во время поездки по Германии Огилби собрал много видов животных, которые затем были описаны его другом  Леонардом Дженинсом (1800—1893) в журнале «Annals of Natural History».
В 1851 году Огилби женился на Аделаиде Шарлотте Дуглас. У них было 7 детей. Из них Джеймс Дуглас Огилби  (1853—1925) стал позднее известным ихтиологом в Австралии.

## Почести
В 1838 году Джордж Роберт Уотерхаус назвал в честь Огилби вид дукера (Cephalophus ogilbyi) и подвид кистехвостого кенгуру (Bettongia penicillata ogilbyi).